# Rhypholophus simulans
Rhypholophus simulans là một loài ruồi trong họ Limoniidae. Chúng phân bố ở miền Cổ bắc.